# FK Orenburg
Az FK Orenburg (oroszul: ФК «Оренбург, orosz labdarúgócsapat, melynek székhelye Orenburgban található. A csapat megnyerte a 2017-18-as PFN ligit, azaz a másodosztályú bajnokságot, így a következő szezontól a Premjer Ligában szerepel.

## Sikerei
- PFN ligi
  - Bajnok (2 alkalommal): 2015–16, 2017–18

## Jelenlegi keret
2019. február 22-i állapotnak megfelelően.official FNL website.
| #  |     | Poszt | Név                |
| -- | --- | ----- | ------------------ |
| 1  | RUS | K     | Alekszandr Rudenko |
| 3  | BLR | V     | Mihail Szivakov    |
| 6  | CRO | V     | Silvije Begić      |
| 7  | SRB | CS    | Đorđe Despotović   |
| 8  | CRO | KP    | Danijel Miškić     |
| 9  | RUS | CS    | Andrej Kozlov      |
| 10 | SVN | KP    | Denis Popović      |
| 11 | RUS | CS    | Andrea Csukanov    |
| 12 | RUS | V     | Dmitrij Andrejev   |
| 13 | RUS | V     | Szergej Tyerehov   |
| 15 | RUS | V     | Andrej Malih ()    |
| 16 | POR | KP    | Ricardo Alves      |

| #  |     | Poszt | Név                                                           |
| -- | --- | ----- | ------------------------------------------------------------- |
| 19 | RUS | KP    | Alekszej Szutormin                                            |
| 23 | RUS | KP    | Szergej Brejev                                                |
| 29 | UZB | KP    | Vagyim Afonyin                                                |
| 31 | RUS | V     | Vitalij Sahov                                                 |
| 32 | RUS | KP    | Artyom Kulisev                                                |
| 56 | RUS | K     | Alekszandr Dovbnya                                            |
| 58 | RUS | V     | Agyesszoje Ojevole                                            |
| 77 | RUS | KP    | Nyikita Maljarov                                              |
| 86 | RUS | KP    | Grigorij Csirkin                                              |
| 88 | RUS | CS    | Artyom Galadzsan (kölcsönben a Lokomotyiv Moszkva csapatától) |
| 91 | RUS | K     | Jevgenyij Frolov                                              |
| 92 | RUS | KP    | Gyenyisz Fegyenko                                             |

## Edzők
- Valerij Bogdanov (1997–98)
- Alekszandr Koroljov (1999–01)
- Andrej Pjatnyickij (2003)
- Jevgenyij Szmertyin (2004)
- Alekszandr Averjanov (2006–09)
- Ilsat Ajtkulov (megbízott) (2009)
- Robert Jevdokimov (2012–2017)
- Tyemuri Kecbaja (2017)
- Vlagyimir Fedotov (2017–2019)
- Konsztantyin Jemeljanov (2019–2020)
- Konsztantyin Paramonov (2020)